# مهارکننده انتخابی کوکس۲
مهارکننده‌های انتخابی کوکس۲ یا کوکسیبها (Coxibs، نام تمامی این گروه از داروها به ان ختم می‌گردد، از سرنام COX-2 inhibitor) نسل نوین اِنسایدها (NSAIDS) یا داروهای ضدالتهاب‌غیراستروئید هستند که بر خلاف انواع سنتی مانند آسپیرین و بروفن با بازداشتن انتخابی کوکس۲ و بدون بلوک کردن کوکس۱ یا آنزیم اسیکلوکسیژناز نوع یک (COX-1) عوارض گوارشی کمتری ایجاد می‌کنند. این رده دارو هنوز به‌طور گسترده مورد استفاده قرار نگرفته و گمان می‌رود که عوارض کاردیوپاتی (قلبی) و کلیوی حادتری از انواع قدیمی ضد التهاب‌ها داشته باشد. داروی روفیوکوکسیب به همین دلیل از سال ۲۰۰۴ از فهرست داروهای داروخانه‌ها حذف شد.

## انواع
کوکسیبها Coxibs گروهی از داروها مهارکننده اختصاصی COX-2 هستند مانند سلکوکسیب و Cimicoxib , Deracoxib , Etoricoxib , Firocoxib , Lumiracoxib , Mavacoxib , Robenacoxib , Parecoxib , Rofecoxib و Valdecoxib.

## مکانیسم
آنزیم سیکلواکسیژناز (کوکس) در دو نوع ۱ و ۲ در بدن وجود دارند. آنزیم کوکس۱ در تمام ارگان‌ها مانند معده و جگر و غیره پاسخگوی نیاز ایمنی در برابر آسیب‌ها بوده ولی آنزیم کوکس۲ تنها در محل بروز التهاب وجود دارد. ضد التهاب‌های کلاسیک مانند بروفن (و در حالت ضعیف‌تر پاراستامول) با بلوک کردن هردونوع آنزیم، در کنار مهار التهاب پی‌آمدهای ناخواسته چون آسیب‌های گوارشی و غیره را نیز همراه دارند، حال‌آن‌که داروهای کوکسیب به‌خاطر شکل کوکس۲ (کیسه جانبی) با بلوک کردن آن باعث رفع التهاب می‌شوند ولی قادر به بلوک کردن کوکس۱ نیستند و بنابراین آثار تخریبی انسایدهای کلاسیک را ندارند هرچند که پژوهش‌های جدید، وجود آسیب‌های جدی دیگری را در استفاده از کوکسیب‌ها نشان می‌دهد. مطالعات بالینی در مقیاس‌های بالا نشان داده‌اند که مهارکننده‌های کاملاً اختصاصی کوکس–۲ احتمال فشار خون و حوادث عروقی مثل سکته قلبی و سکته مغزی را بالا می‌برند. مکانیزم این امر به دلیل مهار کوکس – ۲ در سلول اندوتلیال عروقی است. کوکس–۲ در اندوتلیوم عروقی آنزیم مورد نیاز برای تولید یکسری از پروستاگلاندین‌ها (Prostaglandins) بخصوص پروستاگلاندین آی2 (PGI2) یا همان پروستاسیکلین (prostacyclin) است که آثار ضدترومبوزی دارند و لذا با عدم تولید آنها، تعادل هموستاتیک به طرف تشکیل لخته میل نموده و سبب انسداد شریانی و حوادث عروقی از جمله سکته قلبی و مغزی می‌گردد. بنظر می‌رسد که در کلیه نیز از طریق مهار پروستاگلاندین‌هایی که در تنظیم عروق داخل کلیه نقش دارند، سبب اختلال در خونرسانی کلیه و آسیب حاد کلیه می‌گردد.